# 埃尼斯·哈吉
埃尼斯·哈吉（Enis Hajri，1983年3月6日—），突尼斯足球运动员，司职后卫。现在效力于德国足球乙级联赛凯泽斯劳滕足球俱乐部。

## 俱乐部生涯
哈吉在德国球队路德维希堡开始职业足球生涯，之后曾效力于多家德国低级别联赛球队。2009年7月自由转会加盟保加利亚足球甲级联赛球队布尔加斯黑海人。
2012年2月13日，中国足球超级联赛球队河南建业宣布哈吉正式加盟，转会费为15万欧元。
6月19日，哈吉自由转会到德国足球乙级联赛球队凯泽斯劳滕，他和凯泽斯劳腾签约三年。